# Pleurias
Pleurias was een Illyrische koning. Volgens sommige historici waarschijnlijk de koning van de Autariatae.